# Friedrich Sthamer
Gustav Friedrich Carl Johann Sthamer, né le 24 novembre 1856 à Groß Weeden et mort le 29 juin 1931 à Hambourg, est un juriste, homme politique et diplomate allemand.

## Biographie
Friedrich Sthamer naît le 24 novembre 1856 à Groß Weeden, dans la municipalité de Rondeshagen. Il étudie le droit aux universités de Heidelberg,  Leipzig et Göttingen. En 1879, il devient avocat à Hambourg et, en 1892, président du barreau. De 1901 à 1904, il est membre du parlement hambourgeois, avant de devenir sénateur. Au cours de la première Guerre mondiale, il préside le gouvernement civil d'occupation d'Anvers.
En 1919, Friedrich Sthamer est réélu au sénat de Hambourg, puis occupe brièvement le poste de premier bourgmestre de la ville. Il démissionne de cette fonction après quelques semaines à la suite de sa nomination comme ambassadeur d'Allemagne au Royaume-Uni.
Friedrich Sthamer décède à Hambourg le 29 juin 1931.